# Гумаре (аэропорт)
Аэропорт Гумаре (ИКАО: FBGM), также известный как Аэропорт Гомаре, — коммерческий аэропорт, расположенный в Гумаре, Ботсвана.

## Общие сведения
Порт обслуживает полёты авиации общего назначения.
В связи с ухудшением состояния ВПП аэропорт может быть закрыт.